# Belerofonte

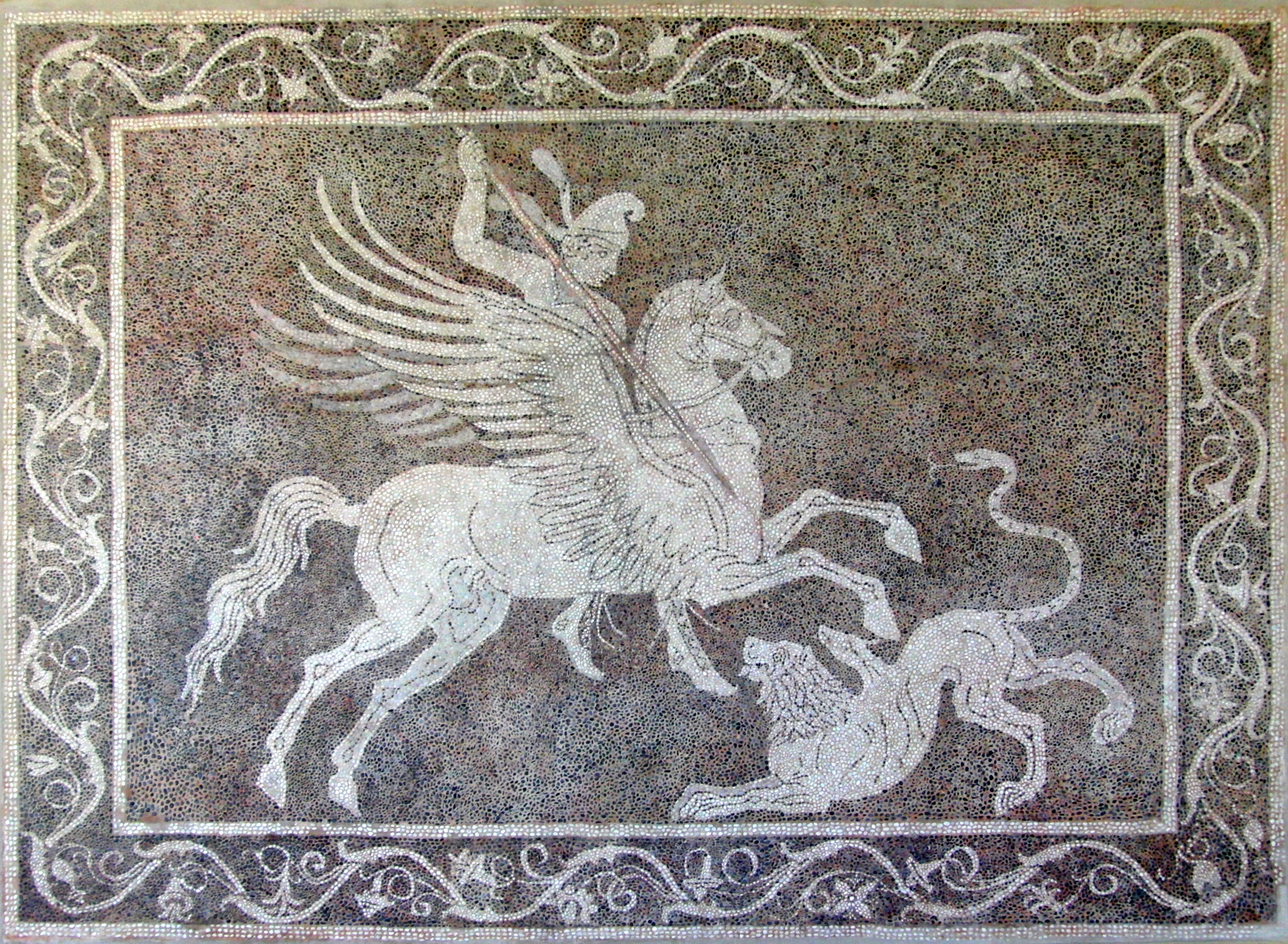
Belerofonte matando a la Quimera. Mosaico helenístico. Museo Arqueológico de Rodas.

Belerofonte, Belerofón o Belerofontes (en griego: Βελλεροφῶν -φῶντος, Βελλεροφόντης -ου; en latín: Bellerophontes -æ, Bellerŏphon -ontis), literalmente «asesino de Belero», era un héroe de la mitología griega, natural de Corinto, y cuyas mayores hazañas fueron domar al caballo alado Pegaso y matar a la Quimera.
Su nombre original era Hipónoo («conocedor de caballos») o Leofontes, pero se lo cambió por el de Belerofonte después de haber matado accidentalmente a un tirano de Corinto llamado Belero. En otras versiones, mató accidentalmente a un hermano suyo a quien se le llama Helíades o Delíades, Pirén o Pirene, o bien Alcímenes.

## Familia
Homero remonta la genealogía de Belerofonte hasta Sísifo, a saber: «Sísifo Eólida, que fue el más astuto de los hombres, tuvo por hijo a Glauco. Por su parte Glauco engendró al intachable Belerofonte. A éste belleza y amable valentía los dioses le otorgaron». Hesíodo le da un padre divino como el resto de héroes. Dice que Sísifo acompañó a su hijo Glauco para conseguirle esposa y finalmente, tras pagar una ingente dote de bodas, desposó a Glauco con Eurínome, —o Eurímede— hija de Niso el Pandiónida. Poseidón se acostó con Eurínome y de esta unión nació Belerofonte, y además le regaló al caballo alado Pegaso. A Belerofonte se le atribuye un hermano, ya citado, a quien mató involuntariamente. Al menos otra fuente cita a Crisaor, otro hijo de Glauco y hermano de Belerofonte.
La Ilíada nos dice que tres fueron los hijos de Belerofonte y Filónoe, la hija de Yóbates: Isandro, Hipóloco y Laodamía; ésta tuvo unión con Zeus y fue madre de Sarpedón. Otros varían los nombres de sus hijos, como Pisandro (en vez de Isandro), y también Deidamía o Hipodamía (en vez de Laodamía). De la misma manera otros textos varían la grafía de Filónoe, denominándola como Alcimedusa, Anticlea o Casandra. Finalmente una versión tardía nos dice que Belerofonte, unido con Asteria, hija de Hideo, engendró a Hidiso, quien fundó una ciudad homónima en Caria.

## Exilio a Tirinto
Cuando involuntariamente mató a su hermano, abandonó Corinto y se dirigió como suplicante, para purificarse, a la ciudad de Tirinto, a la corte del rey Preto. El rey Preto acogió a Belerofonte como huésped y lo purificó. La esposa del rey, llamada Estenebea (o Antea según otras fuentes) se enamora de él y trata de seducirlo, pero Belerofonte se niega a sus deseos.
Estenebea, ofendida, para vengarse por este desaire lo acusa falsamente de intentar seducirla o violarla. El rey de Tirinto se pone furioso creyendo verdadera la historia de Estenebea, pero no queriendo faltar a las sagradas leyes de la hospitalidad con la muerte directa de un huésped, encarga a Belerofonte llevar una carta sellada de recomendación, según dice, a su suegro el rey Ióbates (o Yóbates) de Licia, padre de Estenebea. En la carta, en realidad, le pedía al rey Ióbates que diera muerte a Belerofonte.

## Belerofonte lleva la carta a Licia
Desconociendo las intenciones del rey Preto, Belerofonte llega a Licia. El rey Ióbates dispensó una afectuosa acogida a Belerofonte, con grandes muestras de hospitalidad. Los primeros nueve días se la pasaron en festejos. En la mañana del décimo día, el rey Ióbates abrió la carta que le entregara su huésped.
Para cumplir el encargo pidió como servicio a Belerofonte matar al monstruo conocido como la Quimera con la esperanza de que la fiera acabara con él. La Quimera era hija de Tifón y Equidna o de la Hidra de Lerna y tenía cabeza de cabra que exhalaba fuego, cuerpo de león y cola hecha por una serpiente.Asolaba los campos de cultivo y devoraba el ganado.

## Belerofonte se enfrenta a la Quimera
Antes de emprender esta difícil tarea, Belerofonte consultó al adivino Poliido, quien le aconsejó capturar al caballo alado Pegaso. Pegaso era querido por las musas del monte Helicón, en Beocia, ya que con un golpe con su pata había hecho brotar la fuente de agua Hipocrene de la tierra.
Belerofonte no encontró a Pegaso en el monte Helicón, sino en la fuente Pirene en la acrópolis de Corinto. La diosa Atenea entregó a Belerofonte una brida de oro para domarlo, y que Belerofonte colocó sobre su cabeza. En otras versiones, Atenea le entregó directamente a Pegaso después de haberlo domado ella misma o fue Poseidón el que le entregó a Pegaso.
Una vez armado se dirigió a confrontar a la Quimera. Montó a Pegaso y volando sobre la fiera, empezó a lanzarle flechas. Luego, introdujo la punta de su lanza en las fauces del monstruo, cuyo aliento de fuego fundió la punta de plomo; este se escurrió por su garganta, quemando los órganos vitales y de esta manera Belerofonte logró vencerla.

## Otras misiones
Tras ello, Ióbates encargó a Belerofonte combatir a los sólimos, un pueblo guerrero que asolaba la región, y posteriormente contra las mujeres guerreras conocidas como amazonas. Ambas empresas fueron realizadas con éxito. A pesar de todo, Ióbates quiso matarlo y preparó una emboscada contra él, enviando a sus mejores hombres, pero Belerofonte los aniquiló en combate. Finalmente Ióbates, reconciliado, le ofreció a su propia hija Filónoe como esposa.

## Venganza contra la esposa de Preto
En algunas tradiciones, Estenebea, la reina que se había enamorado de Belerofonte, se suicidó tras conocer la boda de este con Filónoe. En otra tradición, él decidió hacerla pagar por su traición, por lo que fingió estar enamorado de ella y así la convenció de huir con él hacia Tirinto. Volando sobre el lomo de Pegaso, Belerofonte se encaminó hacia el mar y empujó a Estenebea a las aguas, quien cayó sobre las rocas de la costa.

## Versión de Plutarco
Amisodaro, del que otros dicen crio a la Quimera, llegó de la colonia de los licios con unas naves piratas que dirigía Quimarro, hombre guerrero, cruel y brutal y no era posible navegar por el mar, ni vivir en las ciudades cercanas al mar. Belerofonte lo mató persiguiéndolo con Pegaso cuando trataba de escapar; expulsó también a las amazonas. Pero no consiguió ningún tratamiento justo. Por el contrario, Yóbates fue muy injusto con él. De aquí que se metiera en el mar y suplicara a Poseidón, en perjuicio de aquel, que convirtiera su terreno en estéril e inaprovechable. Belerofonte salió después de su plegaria, y una ola se levantó e inundó la tierra. El espectáculo era terrible: el mar siguiéndolo se encrespó y cubrió la llanura. Los hombres, entonces, quisieron detener a Belerofonte, pero como no podían persuadirlo, las mujeres se despojaron de sus túnicas y salieron a su encuentro. Y, en efecto, cuando él, por vergüenza, retrocedió de nuevo hacia el mar, se dice que la ola también marchó hacia atrás junto con él. Algunos, al tratar de explicar el elemento mítico de este relato, afirman que él no embraveció al mar con sus imprecaciones, sino que la parte más fértil de la llanura yacía bajo el nivel del mar, y que Belerofonte quebró toda la cresta de un acantilado que contenía el mar y, al penetrar el mar violentamente e inundar la llanura, los hombres no consiguieron nada suplicándole, pero que las mujeres, sin embargo, al rodearlo multitudinariamente, obtuvieron su respeto y le hicieron cesar en su cólera. Otros dicen que Belerofonte mató un jabalí salvaje que dañaba a animales y frutos en territorio de los jonios, sin obtener a cambio ninguna recompensa. De aquí que, al imprecar a Poseidón contra los jantios, toda la llanura se cubrió de sal y se arruinó por completo, pues la tierra se hizo amarga. Esto fue así hasta que por respeto a las mujeres que le suplicaban, rogó a Poseidón que depusiera su cólera. Por esto, era costumbre entre los jantios tomar el nombre de la madre y no el del padre.

## Muerte
Sobre el final de Belerofonte, Homero dice que fue luego odiado por todos los dioses e iba vagando solitario por la llanura Aleya («errante»). Lo cierto es que Belerofonte, eufórico por sus éxitos, quiso patrullar el cielo montado en Pegaso. Antes de llegar al Olimpo, Zeus le envió un tábano (οἶστρος) que clavó su aguijón en el caballo alado. Belerofonte no pudo tranquilizar a su montura que, encabritado, provocó que su jinete perdiera el equilibrio y se precipitase al vacío. Cayó en la llanura y desde entonces vagó ciego. Mientras tanto Pegaso volaba sin jinete ni rumbo hasta que Hémera (Eos) le pidió a Zeus el caballo y este se lo condeció. Desde entonces Pegaso recorre el cielo uncido en el carro de la Aurora. O bien Pegaso remontó hacia el cielo donde se inmortalizó como una constelación. Al parecer Eurípides dice que Belerofonte cometió acto de hybris (ὕβρις), ya que el motivo de ascender a los cielos era para comprobar si los dioses existían. Otras versiones dicen que Belerofonte logró sobrevivir a la caída pero no quedó ciego sino cojo. O puede que Belerofonte se precipitase al suelo no por obra de Pegaso sino por vértigo o terror y murió en la caída.

## El mito en las artes

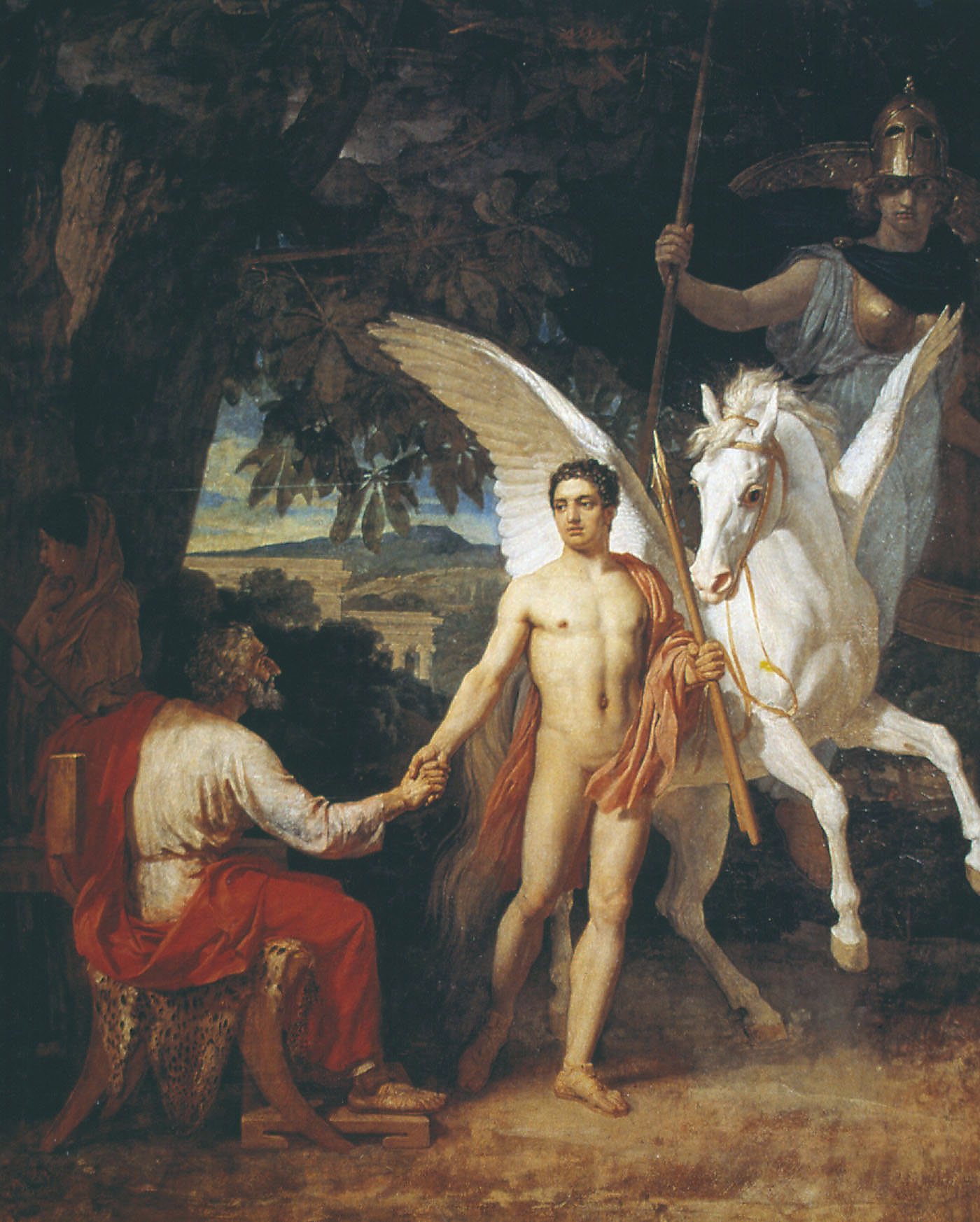
Belerofonte se lanza a la campaña contra la Quimera (1829), de Aleksandr Andréyevich Ivánov.

El mito de Belerofonte ha pervivido en la cultura occidental a través de la literatura y otras artes. Por ejemplo, fue representado por el pintor neoclásico Aleksandr Andréyevich Ivánov en el cuadro Belerofonte se lanza a la campaña contra la Quimera (1829). En la pintura aparecen, de izquierda a derecha, el rey licio Yóbates, Belerofonte, el caballo alado Pegaso y la diosa Atenea.
| Predecesor: Glauco | Reyes de Corinto | Sucesor: Ornitión |